# Nicaraguakanalen

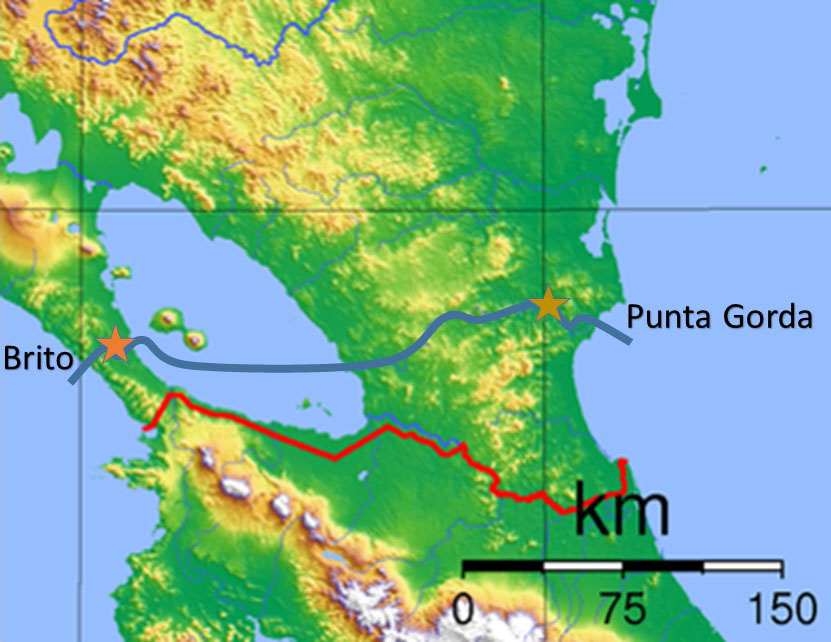
Senaste kanalplanerna.

Nicaraguakanalen (spanska: Canal de Nicaragua) är en sedan länge tänkt kanal genom Nicaragua för att förbinda Karibiska havet och Atlanten med Stilla havet, som dock aldrig blivit byggd. Den ursprungliga idén från 1800-talet var att använda San Juan floden från Karibiska havet till Nicaraguasjön och därifrån bygga en 20 kilometer lång kanal till Stilla havet. De nyaste tankegångarna är att kanalen ska gå mellan Punta Gorda på Atlantsida via Nicaraguasjön och sedan längs den lilla ån Río Brito till Stilla havet, med en total längd av 278 kilometer och en kapacitet för 5 100 fartyg per år upp till Triple E klassen

## Kanalprojektets historia

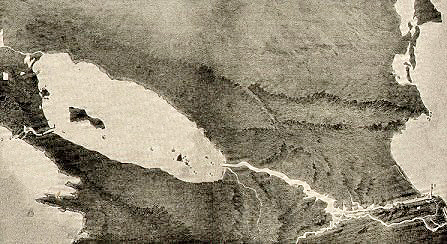
Ett utkast över den föreslagna kanalen från 1899.

En sjöfartsled längs med Río San Juan och Nicaraguasjön föreslogs i början av kolonialtiden och Napoleon III skrev i början av 1800-talet en artikel om dess genomförbarhet. På 1820- och 30-talet planerade de styrande i den kortlivade Centralamerikanska federationen att bygga en kanal genom Nicaragua, dessa planer kunde emellertid aldrig förverkligas på grund av federationens många interna brister. Intresse från i synnerhet USA för att bygga ett kanalsystem fanns dock kvar länge men sedan även USA övergav planerna efter att landet 1904 hade köpt de franska intressena i Panamakanalen har intresset av ytterligare en kanal varit begränsat.
Att anlägga ytterligare en kanal har genom den stadiga ökningen av världens sjöfart dock ansetts som potentiellt lönsamt. Järnväg, eller en kombinerad järnväg och oljeledning, har nämnts som ett alternativ för att länka samman Atlantens och Stilla havets hamnar i området.
I juni 2013 godkände Nicaraguas parlament ett lagförslag genom vilket ett femtioårigt koncessionsavtal slöts med Hong Kong Nicaragua Canal Development Investment Co (HKND Group). Det Hongkongbaserade företaget får uppdraget att anlägga kanalen. Koncessionen kan förlängas ytterligare 50 år, efter det att kanalen är i drift.
En invigning för anläggningsarbetena skedde den 23 december 2014.
År 2017 hade dock inga stora anläggningsarbeten påbörjats på allvar. I september 2017 rapporterades det att projektet skjutits upp tills vidare, dock utan att projektet lagts ned.

## Sträckning
Tre leder har föreslagits för fartygstrafiken genom Nicaragua och samtliga utnyttjar Nicaraguasjön, den näst största sjön i Latinamerika, belägen på 32 meters höjd över havet, från Atlanten till sjön:
- från Bluefields, uppför Rio Escondido, till sjön via en grävd kanal
- från Punta Gorda, uppför Rio Punta Gorda, till sjön via en grävd kanal
- från San Juan de Nicaragua, uppströms San Juan River med förbättringar och nya slussar till sjön

Samtliga leder förutsätter en ny kanal via det smala näset vid Rivas, vars lägsta punkt är 56 meter, för att nå Stilla havet i San Juan del Sur eller Brito.

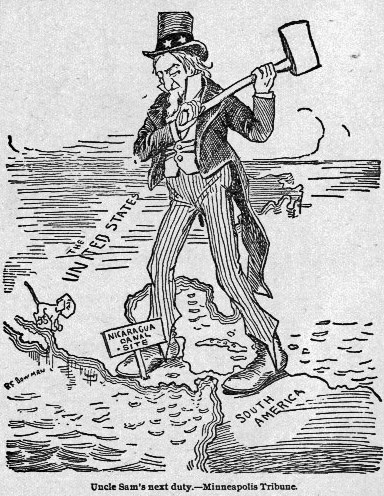
Karikatyrteckning från 1895, som beskriver USA:s planer på att anlägga en kanal genom Nicaragua

Idén med kanal genom Centralamerika är gammal. Den koloniala administrationen av Nya Spanien såg två alternativ: antingen en kanal genom Nicaragua, Panama, eller genom Tehuantepecnäset i Mexiko. År 1825 övervägde den då nybildade Centralamerikanska federationen en kanal och lantmätare anlitades för att kartlägga en möjlig sträckning. Förenta staterna kontaktades, eftersom landet var en tänkbar partner både med tanke på finansiering och ingenjörstekniskt kunnande. Enligt en undersökning 1830, skulle kanalen bli 278 kilometer lång och i huvudsak följa San Juan-floden från Atlanten till Nicaraguasjön, för att sedan gå igenom en serie av slussar och tunnlar från sjön till Stilla havet.
Även i USA ansågs projektet bärkraftigt och utrikesminister Henry Clay lade 1826 fram ett kanalförslag för kongressen. Förslaget avslogs emellertid dels med hänvisning till den utbredda fattigdomen och den politiska instabiliteten i området, dels på grund av de rivaliserande strategiska och ekonomiska intressen som den brittiska regeringen företrädde, genom kontrollen över Brittiska Honduras (idag Belize) och Mosquitokusten.
Den 26 augusti 1849 undertecknade den nicaraguanska regeringen ett avtal med den amerikanske affärsmannen Cornelius Vanderbilt. Detta gav hans företag Accessory Transit Company ensamrätt att bygga en kanal inom 12 år och gav samma företag ensamrätt på administrering av en tillfällig handelsväg, där landvägen passerar genom Rivas-näset med tåg och diligens. Den tillfälliga vägen fungerade väl och blev snabbt en av de viktigaste vägarna för handeln mellan New York och San Francisco. Inbördeskriget i Nicaragua och en invasion ledd av William Walker satte dock stopp för kanalplanerna.
Kanalprojektet diskuterades flitigt av affärsmän och regeringar under hela 1800-talet och var en viktig faktor i förhandlingarna om Clayton-Bulwerfördraget 1850..
Den amerikanska Nicaraguan Canal Commission  genomförde en grundlig hydrologisk undersökning av San Juan-floden och dess vattendelare och kom 1899 fram till att projektet var genomförbart till en kostnad av 138 miljoner dollar. Samma år utgav Geological Society of America rapporten Physiography and Geology of Region Adjacent to the Nicaragua Canal Route, en av de mest detaljerade geologiska undersökningarna av San Juan-regionen.
I slutet av 1800-talet förhandlade Förenta staterna med Nicaraguas president, José Santos Zelaya, om att arrendera mark för att anlägga en kanal genom Nicaragua. Luis Felipe Corea, den nicaraguanska ambassadören i Washington, skrev till USA:s utrikesminister John Hay och uttryckte Zelayaregeringens stöd för en sådan kanal. Den amerikanska regeringen undertecknade Sanchez/Merryfördraget med Nicaragua, som ett alternativ i fall förhandlingarna om en kanal genom Colombia skulle bli resultatlösa, trots att fördraget senare avvisades av John Hay. Innan Corea slutfört ett utkast till Nicaraguas förslag, övervägde kongressen det så kallade Spooner Act, vilket handlade om att köpa Frankrikes intressen i Panamakanalen. Förutom förhoppningar om ett tidigare färdigställande av Panamakanalen, underströk motståndare av Nicaraguakanalen riskerna för vulkanisk aktivitet vid Momotombovulkanen. Det gynnade sammantaget byggandet av en kanal genom Panamanäset.
År 1897 föreslog Förenta staternas Nicaraguan Canal Commission åter en kanal, liksom den efterföljande Isthmian Canal Commission 1899. Kommissionen rekommenderade även att det franska arbetet på Panamakanalen borde kunna tas över om det kunde köpas för högst 40 000 000 dollar. Eftersom det franska projektet låg nere kunde USA 1904 köpa den franska koncessionen, med utrustning och utgrävningar för 40 miljoner USD.
1898 hade Philippe Bunau Varilla, direktör för franska Canal Syndicate, en grupp som ägde stora landområden i Panama, anlitat lobbyisten William Nelson Cromwell för att förespråka en kanal genom Panama inför den amerikanska kongressen. Genom att dra nytta av ett år med ökad vulkanisk aktivitet i Västindien, planterade Cromwell 1902 en berättelse i New York Sun som rapporterade att vulkanen Momotombo i Nicaragua hade haft ett utbrott och orsakat seismiska chocker. Artikeln vållade oro för effekterna på en eventuell nicaraguansk kanal. Cromwell arrangerade broschyrer, med frimärken föreställande Momotombo, som ska ha skickats till samtliga senatorer, som "bevis" för den vulkaniska aktiviteten i Nicaragua. Ett utbrott i Saint-Pierre, Martinique, som dödade 30 000 människor, övertygade sedan merparten av den amerikanska kongressens ledamöter att i stället rösta för Panamakanalen, vilket innebär att endast åtta röster återstod för Nicaragua. Beslutet att bygga Panamakanalen togs med fyra rösters övervikt. William Nelson Cromwell betalades 800 000 dollar för sin lobbyverksamhet..
I början av 1920-talet, försökte Nicaraguas president José Santos Zelaya intressera Tyskland och Japan för att finansiera kanalen, något USA motsatte sig, i syfte att begränsa eventuell konkurrens med Panamakanalen.

## Efter Panamakanalen

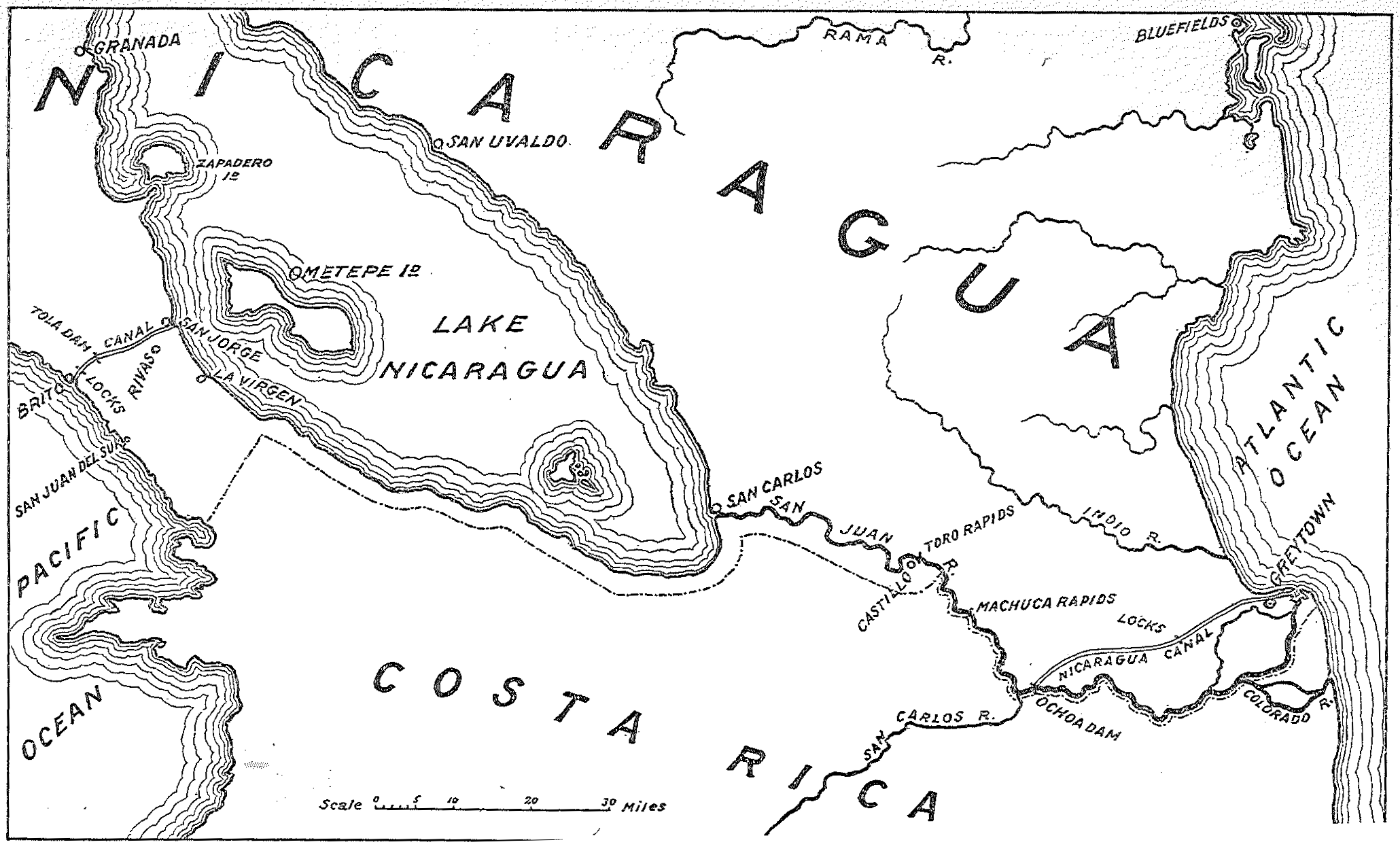
Sheldon, Henry Isaac (1902). "Notes on the Nicaragua Canal".

Sedan Panamakanalen öppnades 1914, har Nicaraguakanalen blivit omprövad. Dess sträckning skulle förkorta vattenvägen mellan New York och San Francisco med nästan 800 kilometer. Enligt Bryan-Chamorrofördraget från 1916 betalade USA Nicaragua 3 miljoner US-dollar för en option i evighet och fri från beskattning, inklusive ett 99-årigt hyresavtal för Corn Islands och en plats för en flottbas på Gulf of Fonseca. Amerikanska Interocean Canal Board godkände 1929 en tvåårig förstudie, senare kallad Sultan-rapporten efter upphovsmannen, den amerikanska arméingenjören. överste Daniel Sultan. Åren 1930 och 1931 kartlade United States Army Corps of Engineers med hjälp av 300 man, vägen för en eventuell framtida kanal, kallad Forty-Niners väg eftersom den följt samma väg som gruvarbetare tog på 1840-talets guldrush
. Costa Rica protesterade att då deras rättigheter till San Juan River hade åsidosatts och El Salvador vidhöll att den föreslagna marinbasen skulle påverka både landet och Honduras. Båda protesterna godtogs av den centralamerikanska domstolen i domar som inte erkändes av varken Nicaragua eller USA. Båda nationerna upphävde Bryan-Chamorrofördraget den 14 juli 1970. 1939 och 1940 gjordes en ny studie för att anlägga en pråm-kanal. Tre varianter övervägdes med minsta kanaldjup av sex fot, tio fot, och tolv fot.

## Nutid

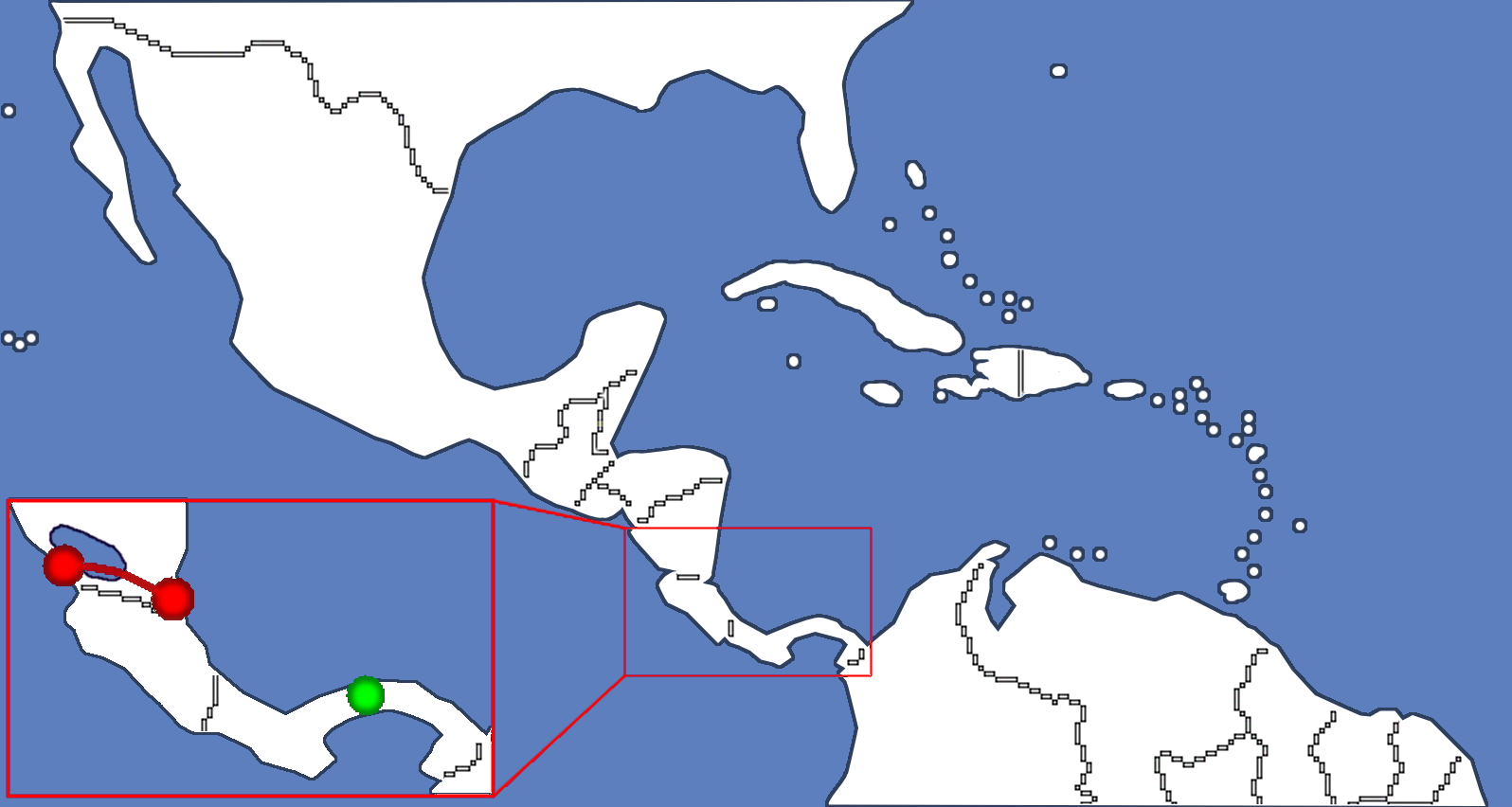
Nicaraguakanalens tänkbara sträckning relativt Panamakanalens läge.

Nicaraguas parlament antog 1999 enhälligt en utforskningskoncession, lag 319, för byggandet av en grund vattenväg längs San Juanfloden, känd som Ecocanal. Denna skulle ansluta Nicaraguasjön till Karibiska havet, men skulle sakna en interocean-länk till Stilla havet. Projekt baserades löst på studien från 1939-1940. Utöver det statliga kanalförslaget, har privata förslag lanserats, baserade på en landbro över Nicaragua. Detta intermodala system för global transport (SIT Global), innebar att Nicaragua samt kanadensiska och amerikanska investerare, föreslår en kombinerad järnvägs- och oljeledning och en fiberoptisk kabel medan en konkurrerande grupp, Inter-Ocean Grande i Nicaragua, föreslår ett bygge av en järnväg som förbinder två hamnar på vardera kusterna.
År 2004 föreslog den nicaraguanska regeringen återigen en kanal genom landet, stor nog att hantera Postpanamaxfartyg på upp till 250 000 ton, jämfört med de cirka 65 000 ton som Panamakanalen rymmer. Den beräknade kostnaden för detta system kan uppgå till 25 miljarder USD, vilket motsvarar cirka 25 gånger Nicaraguas årliga statsbudget. Den tidigare presidenten Enrique Bolaños har sökt utländska investerare för att stödja projektet. Projektet har mött starkt motstånd från miljöaktivister, som protesterar mot skadeverkningar på odlingsmark, floder och djungel. Utbyggnaden kommer att ske enligt de ursprungliga planerna. 
2009 föreslog Rysslands president Dimitrij Medvedev att Ryssland kunde färdigställa kanalen. Det ryska initiativet kom av sig något  när den tredje uppsättningen av slussar installerades i Panamakanalen. Khalifa bin Zayed bin Sultan Al Nahyan av Förenade Arabemiraten har också uttryckt intresse för att sponsra ett inter-oceaniskt kanalbygge.
År 2010 ingick Nicaragua avtal med två sydkoreanska entreprenörer, Dongmyeong Engineering & Architecture Consultants (DMEC) och Ox Investment, om bygge av en djuphamnsanläggning vid Monkey Point på Atlantkusten. Den 27 juli 2012 meddelade Royal Haskoning DHV att man av den nicaraguanska regeringen fått uppdraget att genomföra en genomförbarhetsstudie, ett arbete som skulle slutföras 2013 mot en ersättning på 720.000 dollar. Kontraktet tilldelades ett konsortium av Royal HaskoningDHV och Ecorys.
Den 26 september 2012 tecknade den nicaraguanska regeringen och ett nybildat Hong Kongbaserat företag ett samförståndsavtal som förbinder HKND Group att finansiera och bygga den nicaraguanska kanalen och utvecklingsprojektet. HKND Group är ett privat företag som inte är förknippad med någon regering utöver sitt gemensamma samarbete med Nicaraguas regering. HKND Group har i uppgift att bedöma den tekniska och ekonomiska genomförbarheten av ett kanalprojekt samt de potentiella miljömässiga, sociala och regionala konsekvenserna av olika vattenvägar. Kanalen och andra associerade projekt finansieras av investerare från hela världen och förväntas skapa arbetstillfällen för Nicaragua och andra centralamerikanska länder.
Den 10 juni 2013 rapporterade Associated Press att en majoritet i infrastrukturutskottet i Nicaraguas parlament röstat för projektet; fyra ledamöter lade ned sina röster. Den 13 juni 2013 beviljade Nicaraguas parlament koncessionen. Kanalprojektet har mött ett visst folkligt missnöje. I december 2014 drabbade medlemmar ur en proteströrelse samman med polis i staden San Jorge, varefter ett fyrtiotal demonstranter kvarhölls i häkte cirka en vecka. Proteströrelsen fruktar dels miljökonsekvenserna vid muddring, dels omfattande folkomflyttningar till följd av kanalprojektet..